# AIS Airlines
AIS Airlines — голландская пассажирская авиакомпания. Базовый аэропорт авиакомпании — Лелистад.
Авиакомпания была основана в 2009 году.

## Флот
Флот авиакомпании состоит из 8 самолётов Jetstream 32. Часть из них летают для авиакомпании Amapola Flyg.
Авиакомпания рассматривает возможность расширения флота и приобретения Boeing 737.

## Галерея
- BAe Jetstream (PH-OCI) в старой ливрее заходит на посадку в аэропорту Цюриха в 2014 году
- Самолёт Jetstream 32 (PH-HCI) вылетает из  аэропорта Висбю
- Самолёт Jetstream 32 (PH-CCI) на техническом обслуживании в ангаре базового аэропорта авиакомпании

## Инциденты
- 8 октября 2019 года самолёт BAe-3201 (PH-RCI) не смог осуществить взлёт и получил повреждения, когда на высокой скорости съехал с взлётно-посадочной полосы. Никто не пострадал.[10][11]